# Pužarka
Pužarka (lat. Isopyrum), biljni rod ljekovitih trajnica iz porodice Žabnjakovki Ranunculaceae raširen po Europi i Aziji. U Europi raste samo jedna vrsta, šumska pužarka (Isopyrum thalictroides), koja je prisutna i u Hrvatskoj. Mnoge vrste prebaćene su u druge rodove, i danas ih ima četiri.
Ime roda dolazi od grčkih riječi isos (=jednak) i pyros (=pšenica), zbog sličnosti sjemenki sa zrnima pšenice. 

## Vrste
1. Isopyrum anemonoides Kar. & Kir.
2. Isopyrum ludlowii Tamura & Lauener
3. Isopyrum manshuricum (Kom.) Kom. ex W.T.Wang & P.K.Hsiao
4. Isopyrum thalictroides L.

## Vanjske poveznice
|  | Zajednički poslužitelj ima još gradiva o temi Isopyrum |
|  | Wikivrste imaju podatke o taksonu Isopyrum             |